# Aizoon sarmentosum
Aizoon sarmentosum är en isörtsväxtart som beskrevs av Carl von Linné d.y.. Aizoon sarmentosum ingår i släktet Aizoon och familjen isörtsväxter. Inga underarter finns listade i Catalogue of Life.